# 此隅山城
此隅山城（日语：／ Konosumiyama-jō *）是一座位於日本兵庫縣豐岡市出石町（舊為但馬國出石郡）的城。曾作為但馬國的守護所。

## 歷史

### 室町時代、安土桃山時代
在室町時代山名氏作為守護，且擁有11個令制國，其居城此隅山城傳聞於文中年間由山名時義建成。另外有於同5年（1372年）由山名師義建造的說法。再者，因宗鏡寺在城域內，亦有築城者為山名氏清的看法存在。「此隅」此名被認為是取自最澄的〈山家學生式〉。

永正元年（1504年），山名致豐與垣屋續成之間發起戰事，續成對堅守此隅山城的致豐展開進攻，在一陣騷亂之中引發火事，使得一宮出石神社內的社壇、堂舍、佛像、經卷、末社諸神遭到燒毀。
永祿12年（1569年），木下藤吉郎受命侵攻但馬，不久此隅山城即遭攻陷。當時城主山名祐豐逃至和泉國堺，後因經過織田信長許可，祐豐才回至此隅山城
。
天正2年（1574年），因有子山城落成，山名氏將居城移至該城，此隅山城則遭廢城。

### 近代
平成8年（1996年），與有子山城一併被指定為國之史跡。

## 構造
此隅山城於標高143.7公尺的此隅山頂上築城，其涵蓋的範圍為南北約750公尺、東西約1200公尺。該城在本丸延伸出去的山脊上設置階梯狀的曲輪，形成放射狀的連郭式曲輪。在西南側的曲輪名為「千疊敷」，而在東南側山脊的尾端設置堀切，與對面的宗鏡寺砦分離。此砦被認為是用以防禦北側的御屋敷。
根據研究調查，在16世紀初山名氏將守護所移至御屋敷，現今該區殘留土壘和大手門等遺構。

### 宮內堀脇遺跡
平成初期，在御屋敷西側的「宮內堀脇遺跡」開始進行調查，該遺跡被兩條寬約六公尺的堀和土壘環繞。其中發現到礎石建物、掘立柱建物和使用托梁的建物等遺構，從出土的陶瓷品研判這些遺構為15世紀末至16世紀後半的武家屋敷，堀和土壘則是推斷在15世紀至16世紀初設置。
以地層分析能大致區分四個年代：第一整地層（天正期）、第二整地層（永禄後期，1569年以前）、第三整地層（天文年間，1544年以前）和第四整地層（永正年間，1504年以前）。其中在第二和第三整地層間發現燒土層，推測是因永正元年的火災而形成。另外在第一和第二整地層間也有燒土層，發現到述有「永禄拾弐年八月廿四日、乃木出羽守」的木簡，年份與木下藤吉郎進攻但馬的時間相近。

## 圖片

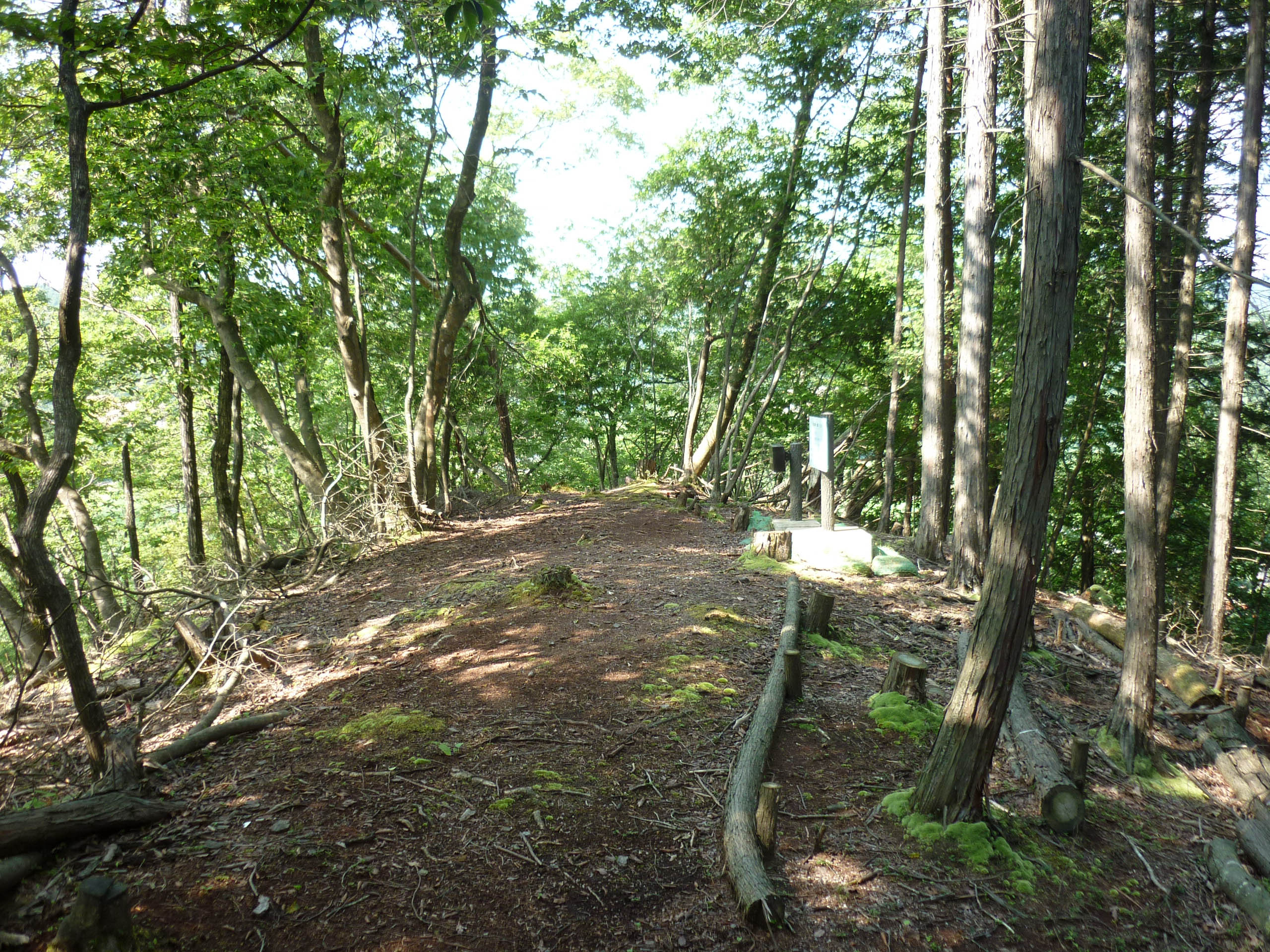
曲輪跡
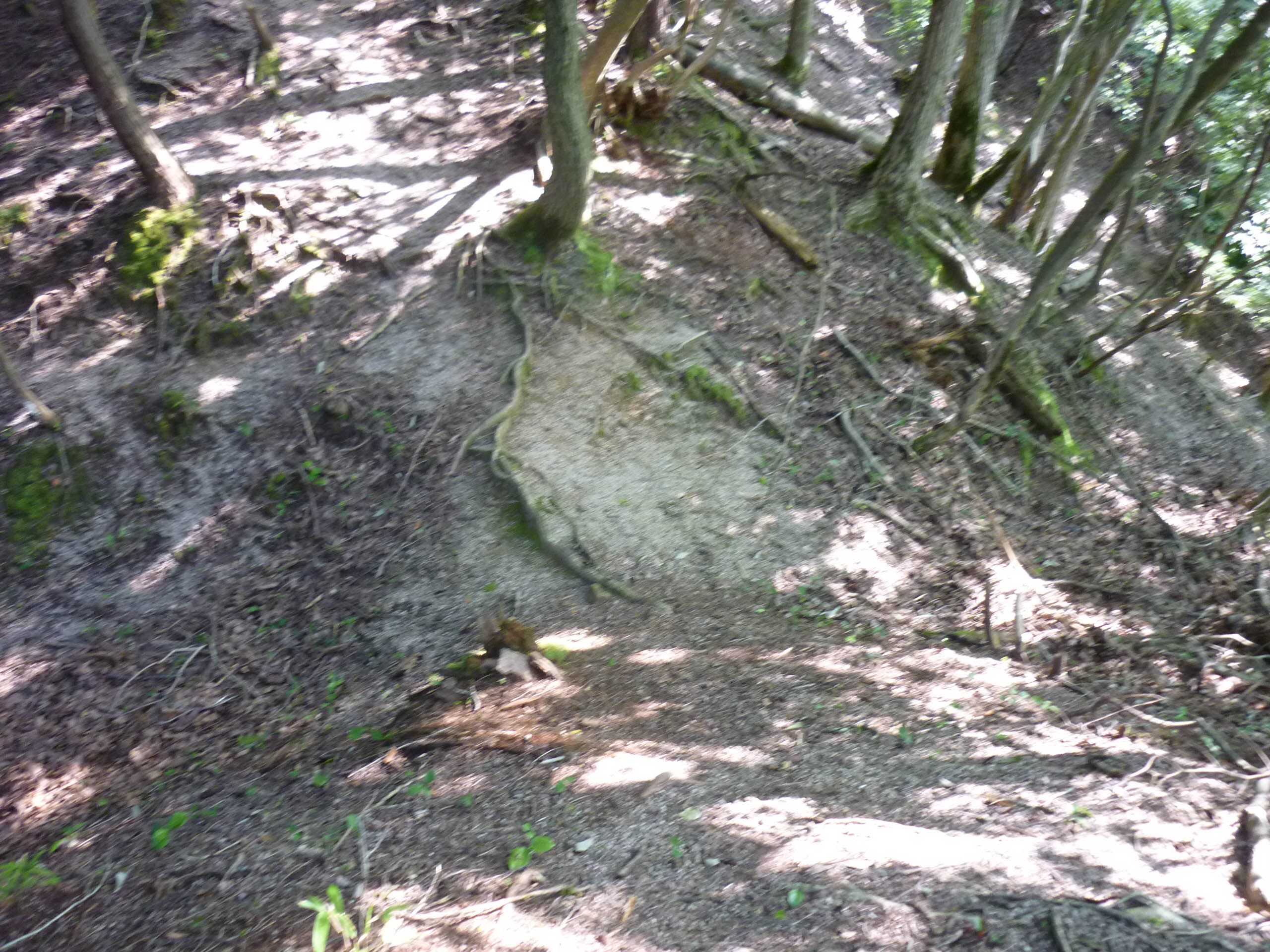
堀切跡
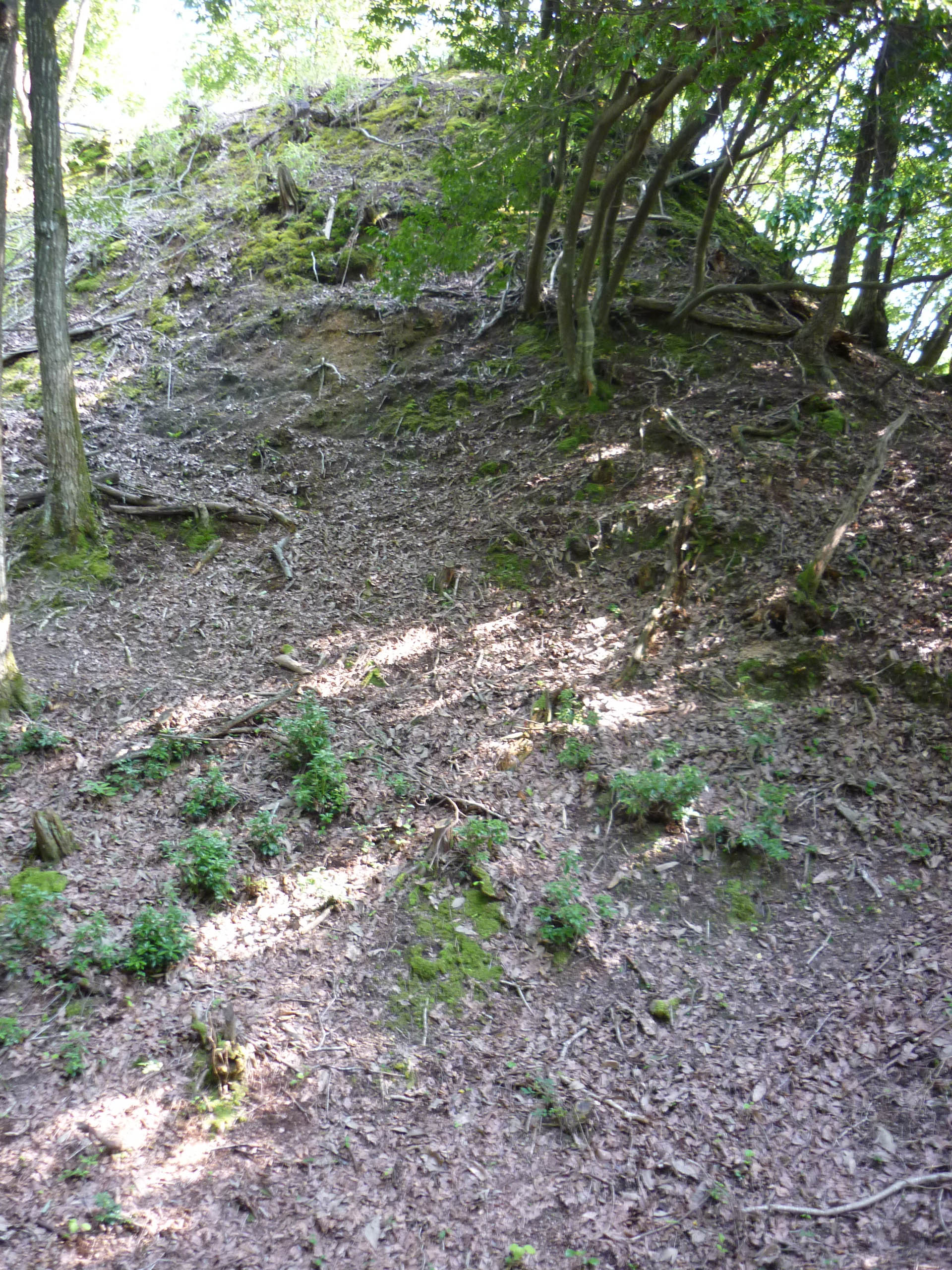
切岸跡
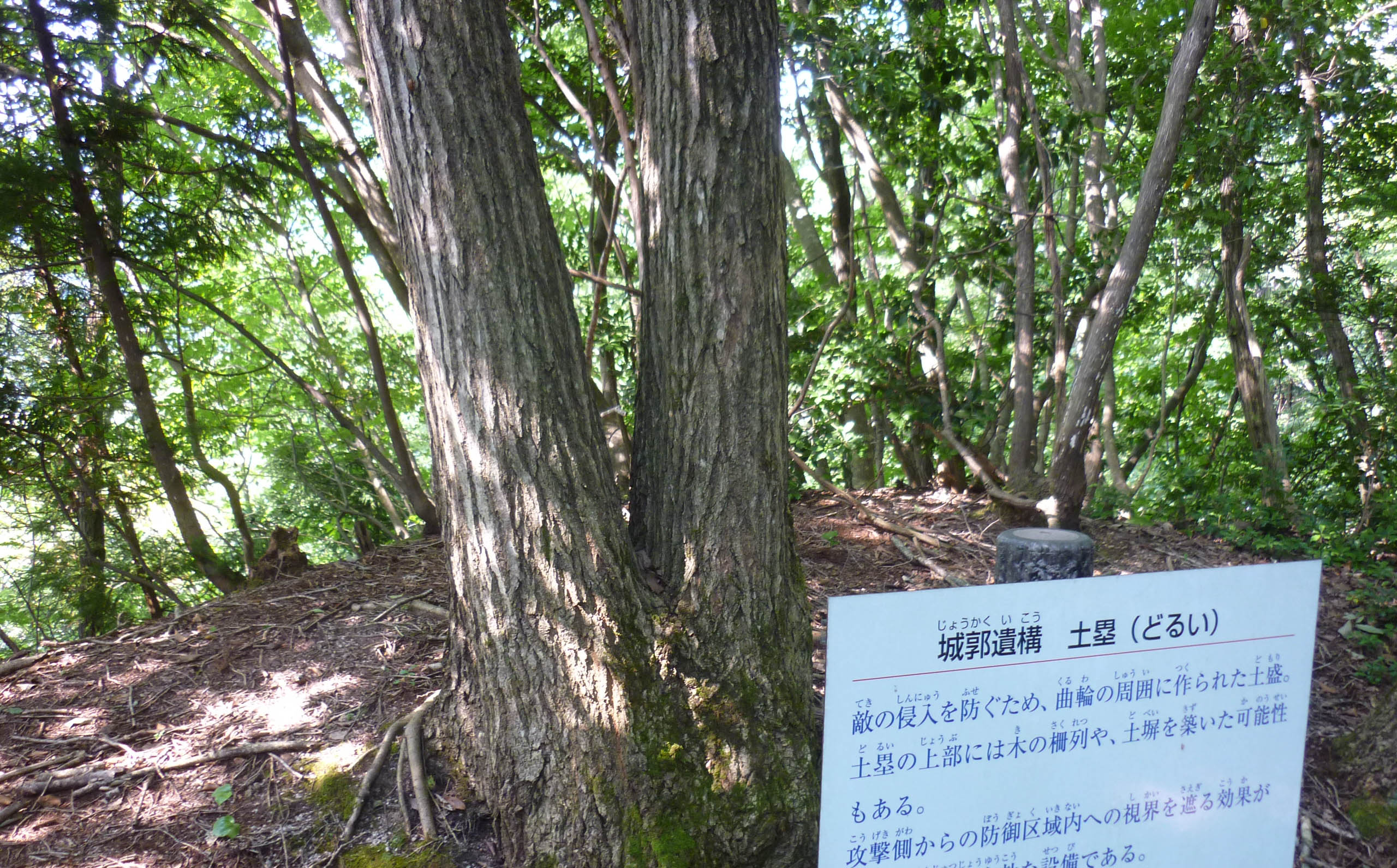
土壘跡
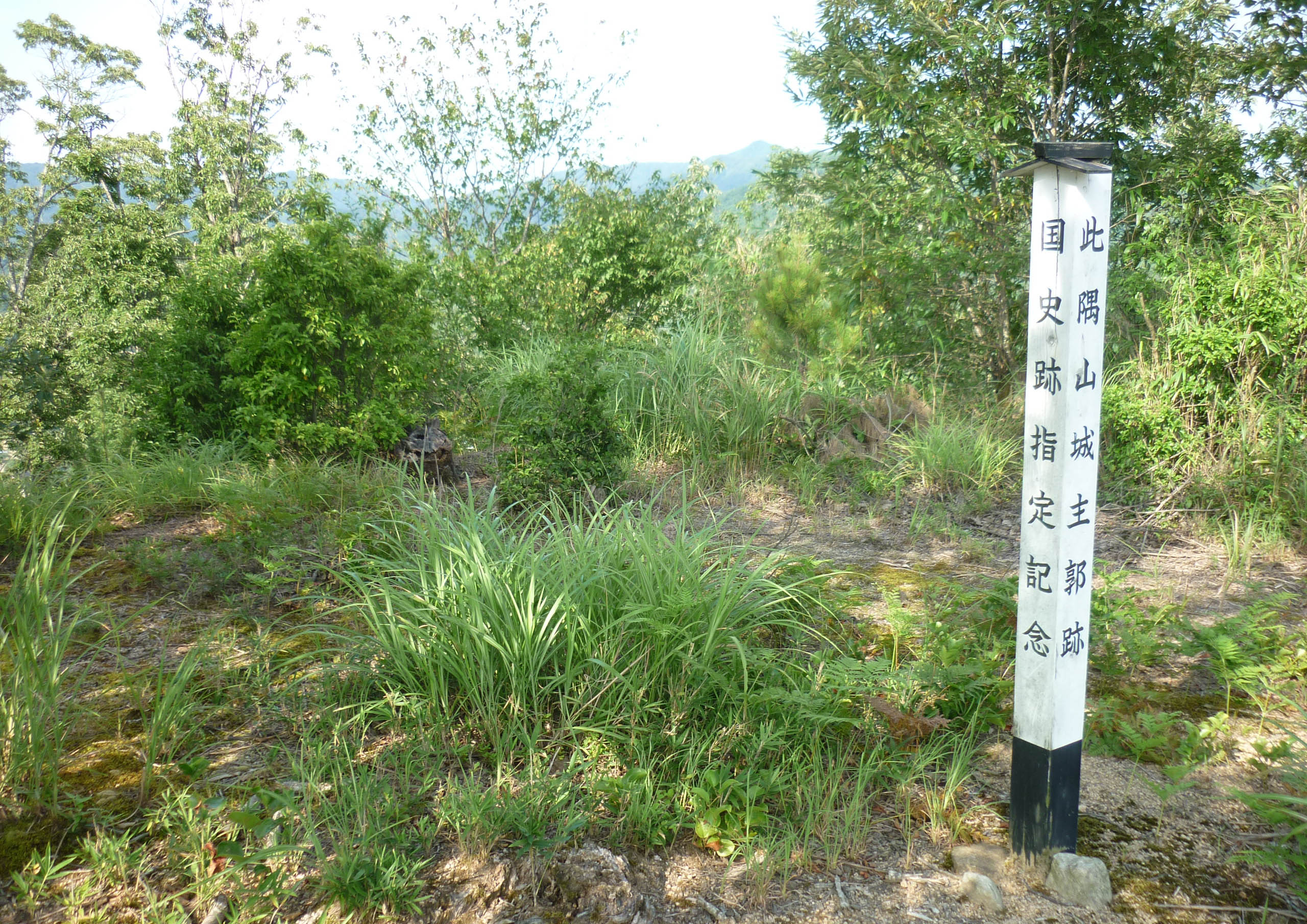
本丸跡

## 歷代城主
| 就任期間   | 氏族   | 城主     |
| ---------- | ------ | -------- |
| 不明～1389 | 山名氏 | 山名時義 |
| 1389～1433 | 山名氏 | 山名時熙 |
| 1433～1454 | 山名氏 | 山名宗全 |
| 1454～1458 | 山名氏 | 山名教豐 |
| 1458～1472 | 山名氏 | 山名宗全 |
| 1472～1499 | 山名氏 | 山名政豐 |
| 1499～1512 | 山名氏 | 山名致豐 |
| 1512～1528 | 山名氏 | 山名誠豐 |
| 1528～1569 | 山名氏 | 山名祐豐 |

## 註解
1. ↑  法號為宗鏡寺殿。

## 外部連結
- 此隅山城 （页面存档备份，存于） - 兵庫県官方觀光網站